# Vecchio Amaro del Capo
Il Vecchio Amaro del Capo è un amaro italiano della Distilleria Caffo prodotto a Limbadi, in provincia di Vibo Valentia. Prende il nome da Capo Vaticano, località raffigurata sull'etichetta, nei pressi di Tropea.

## Produzione
È composto da acqua, alcool neutro, zucchero, infusi di erbe ed aromi naturali. Per la preparazione vengono fatte macerare per qualche giorno nell'alcool a 90° ventinove ingredienti naturali tutti prodotti da piante che crescono in Calabria, tra i quali: mandarino, anice, arance, camomilla, ginepro, liquirizia, menta e issopo.

### Caratteristiche
Il liquore ha un colore ambrato e si caratterizza per il suo gusto dolce-amaro e dal retrogusto fortemente aromatico. Ha una gradazione alcolica del 35%. La casa consiglia di consumarlo ghiacciato (-20 °C), preferibilmente in bicchieri anch'essi ghiacciati.

### Varianti
Oltre alla ricetta tradizionale, la Distilleria Caffo ha creato diverse varianti:
- Vecchio Amaro del Capo Red Hot Edition (2020): versione aromatizzata al peperoncino di calabria[2][3]
- Vecchio Amaro del Capo Riserva del Centenario (2015): edizione limitata prodotta per il centenario della Distilleria Caffo[4]
- Cocktail del Capo (2024[5]): cocktail premiscelati, disponibili in versione Capo Tonic (amaro d'erbe e acqua tonica) e Capo Arrabbiato (spritz con Vecchio Amaro del Capo Red Hot Edition). Disponibili in lattine da 250 ml.

## Riconoscimenti
Nel giugno del 2016 è stato premiato a Neustadt, in Germania, come “il miglior liquore alle erbe per l'anno 2016” durante il Concorso Internazionale Isw.